# Holzapfelia floricola
Holzapfelia floricola — вид молочнокислих бактерій родини Lactobacillaceae. Ізольований у 2011 році з гірських квітів в Японії. Віднесений до роду Lactobacillus, але у 2020 році виділений у власний рід Holzapfelia.

## Етимологія
Рід названо на честь німецького мікробіолога Вільгельма Гольцапфеля, який зробив значний внесок у розуміння фізіології та застосування молочнокислих бактерій. Видова назва floricola перекладається з латини як «той, що живе у квітках».